# Longdriving
Le Longdriving est une compétition de golf d'habileté et de force. Il faut réussir à placer le plus loin possible sa balle de golf sur une surface de 40 yards de large. Le compétiteur dispose de 6 minutes et de 6 balles pour s'exécuter. Les concurrents ont le loisir d'utiliser un club ayant une longueur de manche comprise entre 45 et 50 pouces et une tête de moins de 460 cm3. La compétition la plus connue est la finale mondiale de REMAX qui se déroule à Mesquito aux États-Unis. Le champion mondial le plus connu est le canadien Jason Zuback, 6 fois champion du monde.